# Sussaba rugipleuris
Sussaba rugipleuris är en stekelart som beskrevs av Dasch 1964. Sussaba rugipleuris ingår i släktet Sussaba och familjen brokparasitsteklar. Utöver nominatformen finns också underarten S. r. ellesmerae.